# Zague (1934–2021)
Zague, również Zé Alves, właśc. José Alves (ur. 15 lipca 1934 w Recife, zm. 19 stycznia 2021) – brazylijski piłkarz, występujący na pozycji lewego obrońcy.

## Kariera klubowa
Zé Alves występował w Bangu AC, São Cristóvão Rio de Janeiro i EC Bahia.

## Kariera reprezentacyjna
W reprezentacji Brazylii Zé Alves zadebiutował 18 września 1957 w zremisowanym 1-1 meczu z reprezentacją Chile, którego stawką było Copa Bernardo O’Higgins 1957. Był to jego jedyny występ w reprezentacji.